# Jure Robič
Jure Robič (10 de abril de 1965 - 24 de setembro de 2010) foi um ciclista esloveno considerado o melhor ultrafundista do mundo, tendo conquistado por cinco vezes a Race Across America (em 2004, 2005, 2007, 2008 e 2010), prova que percorre os Estados Unidos de costa a costa em uma só etapa.
Jure morreu em 24 de setembro de 2010 após ser atropelado enquanto treinava em seu país.